# Percnia terminata
Percnia terminata är en fjärilsart som beskrevs av Louis Beethoven Prout 1928. Percnia terminata ingår i släktet Percnia och familjen mätare. Inga underarter finns listade i Catalogue of Life.